# Бјези
Бјези (фр. Bieuzy) насеље је и општина у северозападној Француској у региону Бретања, у департману Морбијан која припада префектури Понтиви.
По подацима из 2011. године у општини је живело 755 становника, а густина насељености је износила 39,78 становника/km². Општина се простире на површини од 18,98 km². Налази се на средњој надморској висини од 90 метара (максималној 176 m, а минималној 37 m).

## Демографија
| 1962. | 1968. | 1975. | 1982. | 1990. | 1999. | 2011. |
| ----- | ----- | ----- | ----- | ----- | ----- | ----- |
| 817   | 923   | 886   | 842   | 812   | 708   | 755   |

График промене броја становника у току последњих година